# Gasdiffusion
Gasdiffusion er en måde, hvorpå man kan berige uran. I diffusion udnytter man, at alle molekyler bevæger sig. Jo varmere, jo mere bevæger de sig. Derudover bevæger molekyler sig også hurtigere, jo mindre de er. Her sender man uran som en gasforbindelse (uranhexafluorid UF6) ind i en ”kasse” med en membran i den ene ende. Membranen har mange små ”huller”, hvor de mindre og derfor hurtigere uranmolekyler 235U) kan bevæge sig igennem i et større antal end de tunge og langsomme 238U molekyler. Derved adskiller man de to forskellige uranmolekyler og får den uran, man vil have. Ved at gentage denne proces mange gange kan man få uran til at bestå af 95 % 235U.